# エルンスト・ボリス・チェーン
エルンスト・ボリス・チェーン（Ernst Boris Chain、1906年6月19日 - 1979年8月12日）は、ドイツ生まれのイギリスの生化学者。ペニシリンに関する研究で、1945年度のノーベル生理学・医学賞を受賞した。

## 来歴
チェーンはロシアからの留学生の父とドイツ人の母との間に、ベルリンで生まれた。1930年にベルリン大学で化学の学位を取った。しかしナチスが政権を握ると、ユダヤ人の血を引く彼はドイツでは安全に暮らせないと考え、1933年にイングランドに移住した。
彼はケンブリッジ大学フィッツウィリアム・カレッジのフレデリック・ホプキンズの元でリン脂質の研究を始め、P.h.Dを取得。1935年にはオックスフォード大学の病理学の講師となった。この頃彼は、ヘビ毒、ガン細胞の代謝、リゾチームなど生化学分野の様々なテーマに取り組んだ。
1939年から、彼はハワード・フローリーとともに微生物の産生する天然の抗生物質の研究を始めた。この過程で、彼らは9年前にペニシリンを発見していたアレクサンダー・フレミングの研究を再発見した。チェーンとフローリーはペニシリンの治療効果と化学組成を明らかにした。またチェーンはペニシリンの純粋分離と濃縮の研究も行い、構造を予測した。この構造は、後にドロシー・ホジキンによるX線結晶構造解析で確かめられた。この研究によって、チェーン、フローリー、フレミングの3人は1945年度のノーベル生理学・医学賞を受賞した。
終戦を迎えると、彼は自分の母親と姉妹が亡くなっていたことを知った。戦後はローマの高等健康研究所に移り、イギリスには1964年、インペリアル・カレッジ・ロンドンの生化学の学科長として戻ってきた。
1948年、彼はマックス・ベロフとノラ・ベロフの姉妹であるアン・ベロフと結婚した。人生の後半では、彼のユダヤ人としてのアイデンティティは非常に重要なものになっていた。 1954年にはパウル・エールリヒ&ルートヴィヒ・ダルムシュテッター賞を受賞。同年、彼はイスラエルのワイツマン研究所の理事会の理事となり、後に幹部会議のメンバーとなった。彼は子供たちにユダヤ教を信仰させ、高等教育を受けさせた。彼の考えは1965年に世界ユダヤ人会議で行われた｢なぜ私はユダヤ人か｣と題した講演によく表れている。
退官後、彼は西アイルランドに移住した。メイヨー県のカスルバーで余生を過ごしている時、彼は主治医の献身的な態度と｢未来の医療がきっとあなたを治してくれる｣という言葉に深い感銘を受けたと伝えられている。彼の目は確かで、実際にこの医師、アショーカ・ジャーナヴィ＝プラサド (Ashoka Jahnavi-Prasad) は後に、双極性障害の治療に用いるリチウム塩の代わりに安全なバルプロ酸ナトリウムを用いることを初めて提案した人物となった。